# フルゴスペル・ビジネスメンズ・フェローシップ・インターナショナル
フルゴスペル・ビジネスメンズ・フェローシップ・インターナショナル、国際フルゴスペル実業家親交会（英語：Full Gospel Business Men's Fellowship International）は、ペンテコステ主義を基調としたビジネスマン、クリスチャン信徒男性のための親交会。聖霊の第二の波であるカリスマ運動に影響を及ぼした。
この団体は、カリフォルニア州の酪農家であったアルメニア系2世のデモス・シャカリアンが1952年に創立した。
19世紀、「聖霊の傾注」を受けたロシア正教会のロシア人は聖霊のバプテスマを受けて、異言を話し、預言をした。その内のロシア人少年預言者がアルメニア人虐殺を預言したため、シャカリアンの父はアルメニアからアメリカに逃れたという。デモスはここにこの聖霊運動のルーツがあるとしている。
1952年に始まった聖会でオーラル・ロバーツを講師として迎え、アメリカ合衆国全土に拡大した。
1960年代、カリスマ運動が起こってきた時に、超教派の受け入れ団体となって、その発展に貢献した。1960年代の後半からはピッツバーグ、ノートルダム大学のローマ・カトリックの教授や学生を指導し、カトリック・カリスマ刷新へと導いた。